# Calytrix islensis
Calytrix islensis är en myrtenväxtart som beskrevs av Lyndley Alan Craven. Calytrix islensis ingår i släktet Calytrix och familjen myrtenväxter. Inga underarter finns listade i Catalogue of Life.